# Kazimierowo (województwo warmińsko-mazurskie)
Kazimierowo – osada leśna w Polsce położona w województwie warmińsko-mazurskim, w powiecie olsztyńskim, w gminie Dobre Miasto.
W latach 1975–1998 miejscowość administracyjnie należała do województwa olsztyńskiego.  Osada znajduje się w historycznym regionie Warmia.